# L'etiope non si sbianca
L'etiope non si sbianca è una favola di Esopo.

## Trama

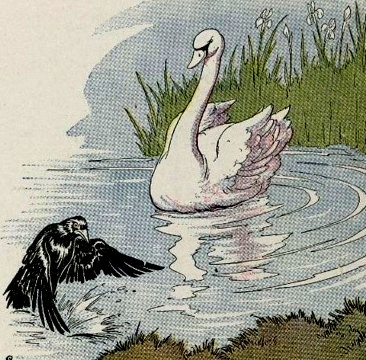
Un'illustrazione dell'opera "The Raven and the Swan", 1919

La favola racconta di uno schiavo etiope liberato dal padrone; raggiunto uno stagno, cerca quindi di lavarvi via il colore scuro della sua pelle. In alcune versioni della favola, l'uomo è talmente preso dal pulirsi da morire affogato.

## Morale
La morale della favola è che la natura umana non si può alterare; ogni tentativo di modificarla è vano.

## Origine del proverbio
In un testo di Luciano compare la frase Αἴθοπα σμήχεις cosi' usata:
Non ce la farete mai, sicuro quanto il tramonto stasera.»